# Koraalduivel
De naam koraalduivel (Spaans: pez león, Engels: lion fish; "leeuwvis") verwijst meestal naar schorpioenvissen van het geslacht Pterois. De taxonomie van de schorpioenvissen is echter nogal ingewikkeld en er bestaat geen consensus over. Verder wordt de Nederlandse naam koraalduivel ook wel gebruikt voor vissen uit andere geslachten van de Scorpaenidae zoals Parapterois, Brachypterois, Dendrochirus en Ebosia.

## Verspreiding en gevaren
De koraalduivel is een tropische vis die oorspronkelijk alleen in de wateren van de Indische en Grote Oceaan voorkwam, maar vermoedelijk door uitgezette huisdieren ook in de Caraïbische Zee, de Rode zee en de Noord-Atlantische kust van de Verenigde Staten zijn terechtgekomen. Ook komen ze bijvoorbeeld voor in de Middellandse Zee. In al die locaties vormen ze een groot gevaar voor andere vissen aangezien de koraalduivel alle jonge vissen eet.
Er zijn speciale programma's opgesteld om dit dier te bejagen in de gebieden waar hij van oorsprong niet thuishoort of roofdieren zoals de tandbaarzen en barracuda's te 'trainen' om de koraalduivel te bejagen.
Sinds 1971 is speervissen op Bonaire streng verboden. Maar op de koraalduivel mogen lokale mensen met de speciale ELF-speer jagen, waarvoor ze een vergunning hebben.

## Overzicht soorten in geslachtPterois
- Pterois andover Allen & Erdmann, 2008
- Pterois antennata (Bloch, 1787) – Rode koraalduivel
- Pterois brevipectoralis (Mandrytsa, 2002)
- Pterois lunulata Temminck & Schlegel, 1843
- Pterois miles (Bennett, 1828) – Indische koraalduivel
- Pterois mombasae (Smith, 1957)
- Pterois radiata Cuvier, 1829
- Pterois russelii Bennett, 1831
- Pterois sphex Jordan & Evermann, 1903
- Pterois volitans (Linnaeus, 1758) – Gewone koraalduivel

## Bron
- Pterois-soorten op FishBase